# 能登 (新潟市)
能登（のと）は、新潟県新潟市南区の町字。現行行政地名は能登一丁目及び能登二丁目と大字能登。住居表示は一丁目及び二丁目が実施済み区域、大字が未実施区域。郵便番号は950-1213。

## 概要
1889年（明治22年）から現在までの大字。及び1987年（昭和62年）から現在までの町名。もとは江戸時代から1889年（明治22年）まであった能登村の区域の一部。

### 隣接する町字
北から東回り順に、以下の町字と隣接する。
- 七軒町
- 七軒
- 白根東町
- 白根
- 白根ノ内七軒
- 白根魚町

※中ノ口川を挟んで西白根と隣接。

## 歴史
延宝年間に検地を受けて成立。浄楽寺新田16ヶ村の1つ。

### 分立した町字
1889年（明治22年）以後に、以下の町字が分立。
白根東町（しろねあずまちょう）
1985年（昭和60年）に分立した町字。
親和町（しんわちょう）
2006年（平成18年）9月11日に分立した町字。
杉菜（すぎな）
2006年（平成18年）9月25日に分立した町字。

### 年表
- 1889年（明治22年）4月1日 : 合併により白根町の大字となる。
- 1926年（昭和元年） : 理研電線が進出。
- 1959年（昭和34年）6月1日 : 白根町が市制を施行し白根市の大字となる。
- 2005年（平成17年）3月21日 : 合併により新潟市の大字となる。
- 2007年（平成19年）4月1日 : 新潟市の政令指定都市移行により、南区の大字となる。

## 世帯数と人口
2018年（平成30年）1月31日現在の世帯数と人口は以下の通りである。
| 大字・丁目 | 世帯数  | 人口    |
| ---------- | ------- | ------- |
| 能登       | 328世帯 | 819人   |
| 能登一丁目 | 135世帯 | 351人   |
| 能登二丁目 | 58世帯  | 134人   |
| 計         | 521世帯 | 1,304人 |

## 小・中学校の学区
市立小・中学校に通う場合、学区は以下の通りとなる。
| 大字・丁目 | 番地 | 小学校             | 中学校                 |
| ---------- | ---- | ------------------ | ---------------------- |
| 能登       | 全域 | 新潟市立白根小学校 | 新潟市立白根第一中学校 |
| 能登一丁目 | 全域 | 新潟市立白根小学校 | 新潟市立白根第一中学校 |
| 能登二丁目 | 全域 | 新潟市立白根小学校 | 新潟市立白根第一中学校 |

## 主な企業・施設
- 新潟南警察署
- イオン 白根店
- ケーズデンキ 白根店
- コメリホームセンター 白根店
- オートバックス 白根店

## 交通
- 国道8号
- 新潟県道66号白根西川巻線